# Zonnepark Groningen Woldjerspoor
Het Zonnepark Groningen Woldjerspoor is gelegen op de locatie van de oude vuilnisstort-plek aan de Spoorlijn Groningen - Weiwerd.
Het project is tot stand gekomen door een samenwerking van Afvalbeheer Regio Centraal Groningen, Groningen (provincie) en GroenLeven. Het park bestaat uit ongeveer 36.000 zonnepanelen met een opbrengst van 10,2 MW, hiermee wordt stroom opgewekt voor ruim 3.000 huishoudens. Het zonnepark levert een deel van de stroom aan een waterstofstation dat bedoeld is voor het gebruik van een afvalwagen, veegwagen en personenauto's van de gemeente Groningen. In 2020 was er een proef met het dimmen van de zonnepanelen, om zo de opbrengst te kunnen beïnvloeden.